# Еранка (приток Лобани)
Еранка — река в России, протекает по Кировской области. Устье реки находится в 126 км от устья Лобани по левому берегу. Длина реки составляет 42 км, площадь водосборного бассейна — 216 км².
Исток реки севернее деревни Бутырки (Богородский район). Река течёт на юг и юго-запад, Верхнее течение в Богородском районе, затем затекает в Унинский район, ниже образует границу между Богородским и Немским районами, а устье находится в Немском. Среднее течение проходит по лесу Рамень. Впадает в Лобань деревни Козиха (Марковское сельское поселение).

## Притоки
(указано расстояние от устья)
- 8 км: река без названия (лв)
- река Чумовка (пр)
- 14 км: река Быковка (лв)
- река Ежовка (пр)
- река Мотиха (лв)

## Данные водного реестра
По данным государственного водного реестра России относится к Камскому бассейновому округу, водохозяйственный участок реки — Вятка от водомерного поста посёлка городского типа Аркуль до города Вятские Поляны, речной подбассейн реки — Вятка. Речной бассейн реки — Кама.
Код объекта в государственном водном реестре — 10010300512111100039740.